# The Ooze (videogioco)
The Ooze è un videogioco di genere avventura dinamica sviluppato da Sega Technical Institute e pubblicato da Sega nel 1995 per Sega Mega Drive. I giocatori assumono il controllo del protagonista, il Dr. Daniel Caine, trasformato in una pozzanghera di melma verde, guidandolo attraverso vari livelli, affrontando nemici e superando ostacoli lungo il cammino.

## Trama
Lo scienziato Dr. Daniel Caine svolge alcune ricerche riguardanti l'impianto chimico noto come "The Corporation" e scansiona i suoi database durante una chiusura serale. Scopre così che The Corporation ha creato una piaga ibrida così pericolosa e di rapida diffusione da essere in grado di spazzare via l'umanità in pochi giorni, e intende infettare l'intero pianeta inquinando con essa le riserve idriche con il fine di estorcere miliardi di dollari ai governi mondiali per farsi consegnare la cura in loro possesso. Dopo questa scoperta, Caine viene catturato dal direttore della Corporation e dai suoi scagnozzi, e gli viene iniettata una sostanza di color verde brillante che dovrebbe ucciderlo ma sorprendentemente lo trasforma in una pozzanghera di melma tossica. Colmo di rabbia e di uno strano potere, Caine cerca vendetta sulla Corporation e sul direttore, con l'intenzione di distruggerli e impedire loro di scatenare la peste sul pianeta, sperando di riottenere la sua forma umana a qualunque costo.

## Modalità di gioco
Il giocatore assume il controllo del Dr. Caine, che ha l'aspetto di una pozzanghera di melma verde, il quale è in grado di muoversi in più direzioni e usare due diversi tipi di attacchi. Il primo gli consente di allungare una parte manovrabile di melma la cui lunghezza è limitata solo dalla quantità di melma che ha a disposizione. L'altro attacco invece prevede di sparare delle gocce di melma, riducendo così le dimensioni di quest'ultima. Sconfiggere i nemici organici fa sì che lascino cadere dei pezzi di melma, che possono essere assorbiti per aumentare le dimensioni della pozzanghera. Quest'ultima funge da salute per Caine, sebbene ciò lo renda anche un bersaglio più facile per eventuali attacchi e pericoli. Gli attacchi nemici sono in grado di ridurre la sua grandezza, inoltre è possibile perdere una vita se il liquido diventa troppo poco, se la testa viene colpita direttamente da un attacco nemico, se si cade dai bordi di alcune aree o se si rimane in un canale di scolo per un periodo di tempo troppo lungo.
Tramite una visuale dall'alto, il giocatore deve esplorare diversi livelli labirintici per trovare gli interruttori per sbloccare diverse aree prima di raggiungere l'uscita. Ogni livello è suddiviso in tre parti, l'ultima delle quali presenta un boss che deve essere sconfitto. I livelli presentano delle eliche di DNA nascoste; se raccolte tutte e 50, queste permetteranno di sbloccare il finale positivo. I livelli sono caratterizzati dalla presenza di enigmi, nemici e ostacoli, quest'ultimi in particolar modo possono essere scarichi che possono prosciugare la pozzanghera. Attaccare i nemici consente di allungare la pozzanghera in una sorta di "braccio" controllabile la cui lunghezza è fornita spostando brevemente la melma della pozzanghera principale. Tale "braccio" può essere guidato in più direzioni, permettendogli di aggirare gli ostacoli per raccogliere oggetti, attivare interruttori o attaccare i nemici senza entrare nella loro linea di fuoco diretta. Sono anche presenti dei pali illuminati che possono essere colpiti per trasportare la melma in sicurezza in diversi punti. È inoltre possibile raccogliere diversi power-up che consentiranno di godere di diversi vantaggi temporanei sui nemici, così come un cambio di colore della melma.

## Sviluppo e pubblicazione
Dave Sanner di Sega Technical Institute, che aveva lavorato precedentemente anche a Sonic Spinball, ha ideato il concetto di The Ooze ed è stato il suo programmatore principale. L'artista e designer principale invece è stato Stieg Hedlund, che è subentrato dopo che il designer originale se n'è andato. Hedlund considerava The Ooze una grande opportunità e lavorò per portare avanti il gioco, perciò realizzò la sua prima fase per insegnare ai giocatori come giocarci. Sebbene il marketing volesse cambiare l'aspetto del protagonista per dargli un design più simile a quello di un cartone animato, il direttore artistico rifiutò l'idea, temendo che avrebbe cambiato il tono del gioco. Il progresso fu successivamente ostacolato dalla partenza del programmatore Scott Chandler e dell'artista Marte Thompson.
Sega aveva preso in considerazione l'idea di inserire The Ooze come un gioco fornito in bundle con il Sega Nomad, una versione portatile del Mega Drive; tuttavia ciò non è avvenuto. The Ooze è stato pubblicato in Giappone il 22 settembre 1995, in Nord America nel corso dello stesso mese mentre in Europa il dicembre seguente. Il 20 novembre 2003 è stato distribuito per Windows tramite il servizio online a noleggio Sega Game Honpo disponibile esclusivamente in Giappone. Il gioco è stato successivamente incluso nella raccolta plug and play Arcade Legends Sega Mega Drive Volume II (2005) e come titolo sbloccabile nelle compilation Sonic Mega Collection (2002) per GameCube (esclusivamente nella versione giapponese) e in Sonic Mega Collection Plus (2004) per PlayStation 2, Xbox e Windows. È stato inoltre incluso nel Mega Drive Mini 2 uscito nel 2022.

## Accoglienza
| Testata                            | Versione | Giudizio |
| ---------------------------------- | -------- | -------- |
| GameRankings (media al 09-12-2019) | MD       | 38.70%   |
| AllGame                            | MD       | 4/5      |
| Electronic Gaming Monthly          | MD       | 3.875/10 |
| Game Informer                      | MD       | 6.75/10  |
| GamePro                            | MD       | 8.5/20   |
| Game Players                       | MD       | 64%      |
| Joypad                             | MD       | 70%      |
| Next Generation                    | MD       | 3/5      |
| MEGA Force                         | MD       | 84%      |
| Mean Machines                      | MD       | 79/100   |
| Sega-16                            | MD       | 8/10     |

The Ooze ha ricevuto recensioni per lo più negative da parte della critica specializzata. Quattro redattori della rivista Electronic Gaming Monthly hanno assegnato al gioco un punteggio di 3.875 su 10, affermando che sebbene The Ooze sia molto originale, la grafica è altalenante e la difficoltà crescente man mano che la melma aumenta rende il gioco frustrante, lento e per nulla divertente. Allo stesso modo la testata Next Generation ha sostenuto: "Dopo che l'originalità svanisce, il gioco diventa piuttosto insignificante", sostenendo che il tentativo di approccio originale del gioco dovrebbe comunque essere lodato, finendo per assegnargli tre stelle su cinque. In una recensione di GamePro, Johnny Ballgame ha elogiato leggermente la colonna sonora e gli effetti sonori, ma ha criticato i controlli reputandoli scadenti e il gameplay noioso, commentando: "Trasudando mediocrità, questo gioco non offre mai nulla che valga la pena o che valga pena acquistare". Mike Salmon di Game Players ha condiviso un pensiero analogo riguardo al gameplay apprezzando gli effetti sonori, ma ha elogiato l'unicità del gioco.
Game Informer ha assegnato al gioco un punteggio complessivo di 6,75 su 10, affermando: "The Ooze è un gioco diverso da qualsiasi altro, con controlli e trama unici". Mean Machines ha ritenuto che The Ooze fosse un'occasione mancata per essere un gioco creativo, finendo per fallire in alcuni aspetti importanti, ma era comunque un buon titolo per via del prezzo a cui veniva offerto. Secondo MEGA Force l'aspetto tecnico non sorprendeva né deludeva e The Ooze si distingueva essenzialmente per la sua originalità, anche se l'avventura non era molto lunga, ma compensava grazie alla difficoltà. La rivista francese Joypad gli ha assegnato 70% come voto.
In una recensione in retrospettiva, Brett Alan Weiss di AllGame gli ha assegnato un punteggio di 4 su 5. Il recensore ha sostenuto che il gioco è unico e intelligente e ha elogiato la pesante musica techno pop e gli effetti sonori realistici per aver completato l'atmosfera e i temi dei singoli livelli. Tuttavia ha criticato la grafica definendola noiosa e poco interessante, trovando che il gioco non si distinguesse veramente, ma ne valeva comunque la pena, concludendo: "È solo un piccolo gioco tranquillamente originale e senza pretese a cui ti ritroverai a giocare più spesso di quanto avresti potuto inizialmente credere". Nick Durham di Sega-16 lo ha descritto come un gioco impegnativo e talvolta frustrante che offre il meglio di ciò che si può cercare nei classici per Mega Drive. In una recensione riguardante Sonic Mega Collection Plus, Hilary Goldstein di IGN ha sostenuto che nonostante The Ooze non fosse tra i migliori classici del Mega Drive, meritava comunque di essere giocato almeno una volta.